# Borunssi
Borunsi (persan : خاک‌های نرم کوشک) est un roman d'origine persane traduit en quatre langues. Borunsi est une sélection de mémoires écrits par la famille et les amis d'Abd-al-Hussain Borunsi, commandant de la 18e brigade de Javadolaemeh pendant la guerre Iran-Irak. Écrit par Saiid A'kef (en), le livre a été réimprimé plus de 200 fois. En 2011, il est connu comme le livre le plus vendu au sujet de la guerre Iran-Irak en Iran.

## Contexte
Abd-al-Hussain Borunsi est né en 1942 dans un village de Khorasan, en Iran. Au début de sa vie, il a travaillé dans la construction tout en étudiant les textes religieux à côté. Il a été emprisonné et torturé par SAVAK en raison de sa résistance intense à la dynastie Pahlavi. Il a été tué le 14 mars 1985, dans la zone opérationnelle de l'opération Badr (1985) alors qu'il commandait la 18e brigade de Javadolaemeh. Son corps a été laissé dans la zone opérationnelle. Vingt-sept ans plus tard, en 2011, lors d'une enquête sur la mort de Borunsi, son corps a été retrouvé et enterré à l'anniversaire de Fatimah bint Muhammad à Mashhad,.

## Publication
Borunsi a été publié pour la première fois en persan par Kosar publication en 2000 et puis l'auteur a décidé de fonder une institution de publication privée, car Borunsi a été publié par Mulk A'zam Publication en 2004[pas clair]. Il a été réimprimé plus de 221 fois jusqu'en 2019 . Bien qu'il n'avait pas été publié par un grand éditeur, il a fait un record de tirage. Selon l'écrivain, " tout le monde a vu que les livres sur la guerre Iran-Irak pouvaient être vendus beaucoup"[pas clair].
Le livre a été traduit en plusieurs langues, dont l'ourdou, l'arabe, le turc et l'anglais,. La traduction arabe s'est vendue à un million de copies au cours de sa première année de publication. L'éditeur a affirmé que les distributions en arabe et en ourdou du livre avaient été volées, traduites et distribuées illégalement.

## Récit
Ce livre est considéré comme un livre de la défense sacrée en Iran, car il explore la vie de Borunsi à travers les souvenirs de sa femme et ses amis. Le livre présente 70 courts récits sur le caractère et la personnalité de la vie du commandant, chacun accompagné d'une photo de Borunsi.